# Список эпизодов телесериала «Диагноз: убийство»
Ниже приведён список эпизодов американского телесериала «Диагноз: убийство».

## Обзор
| Сезон | Сезон | Эпизодов | Дата выхода в эфир | Дата выхода в эфир |
| Сезон | Сезон | Эпизодов | Дата начала        | Дата завершения    |
| ----- | ----- | -------- | ------------------ | ------------------ |
|       | ТФ    | 3        | январь 5, 1992     | февраль 13, 1993   |
|       | 1     | 19       | октябрь 29, 1993   | май 13, 1994       |
|       | 2     | 22       | сентябрь 16, 1994  | май 5, 1995        |
|       | 3     | 18       | декабрь 8, 1995    | май 3, 1996        |
|       | 4     | 26       | сентябрь 19, 1996  | май 8, 1997        |
|       | 5     | 25       | сентябрь 18, 1997  | май 14, 1998       |
|       | 6     | 22       | сентябрь 24, 1998  | май 13, 1999       |
|       | 7     | 24       | сентябрь 23, 1999  | май 11, 2000       |
|       | 8     | 22       | октябрь 12, 2000   | май 11, 2001       |
|       | ТФ    | 2        | февраль 6, 2002    | апрель 26, 2002    |

## Эпизоды

### Телефильмы (1992—1993)
| №                                                                      | # | Название                                              | Режиссёр            | Сценарист            | Дата выхода в эфир |
| ---------------------------------------------------------------------- | - | ----------------------------------------------------- | ------------------- | -------------------- | ------------------ |
| 0.1                                                                    | 1 | «Диагностика убийства» «Diagnosis of Murder»          | Кристофер Хиблер    | Дин Хэргроув         | 5 января 1992      |
| Гости: Кен Керчевал, Уильям Атертон, Бринн Тайер и Мариетта Хартли.    |   |                                                       |                     |                      |                    |
| 0.2                                                                    | 2 | «Дом на Сикамор-стрит» «The House on Sycamore Street» | Кристиан И. Найби Ⅱ | Брюс Франклин Синфер | 1 мая 1992         |
| Гости: Дэвид Уорнер, Мариетта Хартли, Джордж Хэмилтон и Питер Сколари. |   |                                                       |                     |                      |                    |
| 0.3                                                                    | 3 | «Поворот ножа» «A Twist of the Knife»                 | Джерри Лондон       | Джерри Конуэй        | 13 февраля 1993    |
| Гости: Кристина Пикелс и Кен Лернер.                                   |   |                                                       |                     |                      |                    |

### Сезон 1 (1993—1994)
| №                                                                                                  | #  | Название                                                   | Режиссёр            | Сценарист                                                                             | Дата выхода в эфир |
| -------------------------------------------------------------------------------------------------- | -- | ---------------------------------------------------------- | ------------------- | ------------------------------------------------------------------------------------- | ------------------ |
| 1                                                                                                  | 1  | «Чудо-лекарство» «Miracle Cure»                            | Майкл Ланге         | Джеймс Крамер                                                                         | 29 октября 1993    |
| Гости: Роберт Гийом и Сильвия Сидни.                                                               |    |                                                            |                     |                                                                                       |                    |
| 2                                                                                                  | 2  | «Амнезия» «Amnesia»                                        | Майкл Ланге         | Телеспектакль: Джойс Бурдитт Рассказ: Джойс Бурдитт, Дэвид Хоффман и Лесли Дэрил Зерг | 5 ноября 1993      |
| 3                                                                                                  | 3  | «Убийство во время телемарафона» «Murder at the Telethon»  | Энсон Уильямс       | Вэнс ДеДженерес                                                                       | 12 ноября 1993     |
| Гости: Дом Делуиз, Дик Мартин, Грэнвилль Ван Дусен, Стив Остин, Дик Ван Паттен и Джойс Ван Паттен. |    |                                                            |                     |                                                                                       |                    |
| 4                                                                                                  | 4  | «Унаследование смерти» «Inheritance of Death»              | Фрэнк Тэккери       | Гэрри Конуэй                                                                          | 19 ноября 1993     |
| Гость: Майкл Че́мпион.                                                                              |    |                                                            |                     |                                                                                       |                    |
| 5                                                                                                  | 5  | «Тринадцатимиллионный человек» «The 13 Million Dollar Man» | Энсон Уильямс       | Гордон Т. Доусон                                                                      | 3 декабря 1993     |
| Гость: Кен Керчевал.                                                                               |    |                                                            |                     |                                                                                       |                    |
| 6                                                                                                  | 6  | «Фокус с исчезновением. Часть 1» «Vanishing Act: Part 1»   | Кристиан И. Найби Ⅱ | Брюс Франклин Сингер                                                                  | 10 декабря 1993    |
| Гости: Ричард Грант, Деннис Липскомб, Джон Бек и Бойд Кестнер.                                     |    |                                                            |                     |                                                                                       |                    |
| 7                                                                                                  | 7  | «Фокус с исчезновением. Часть 2» «Vanishing Act: Part 2»   | Кристиан И. Найби Ⅱ | Брюс Франклин Сингер                                                                  | 17 декабря 1993    |
| Гости: Ричард Грант, Бойд Кестнер, Джон Бек и Дон Гордон.                                          |    |                                                            |                     |                                                                                       |                    |
| 8                                                                                                  | 8  | «Песня Шанды» «Shanda’s Song»                              | Нима Барнетт        | Крэйг Волк                                                                            | 7 января 1994      |
| 9                                                                                                  | 9  | «Беспокойный прах» «The Restless Remains»                  | Кристиан И. Найби Ⅱ | Телеспектакль: Роберт Шлитт Рассказ: Джон Хилл                                        | 14 января 1994     |
| Гость: Нед Ромеро.                                                                                 |    |                                                            |                     |                                                                                       |                    |
| 10                                                                                                 | 10 | «Убийство с зеркалами» «Murder with Mirrors»               | Энсон Уильямс       | Гэрри Конуэй                                                                          | 21 января 1994     |
| Гости: Рэй Буктеника, Джек Лауфер и Митчелл Уитфилд.                                               |    |                                                            |                     |                                                                                       |                    |
| 11                                                                                                 | 11 | «Короткий танец со Смертью» «Flashdance with Death»        | Кристиан И. Найби Ⅱ | Гэрри Конуэй                                                                          | 28 января 1994     |
| Гости: Паула Мария Маршалл и Кристофф Сент-Джон.                                                   |    |                                                            |                     |                                                                                       |                    |
| 12                                                                                                 | 12 | «Воссоединение с убийством» «Reunion with Murder»          | Энсон Уильямс       | Робин Мэдден                                                                          | 4 февраля 1994     |
| 13                                                                                                 | 13 | «Лили» «Lily»                                              | Фрэнк Тэккери       | Гэрри Конуэй                                                                          | 4 марта 1994       |
| Гость: Джеральд Макрейни.                                                                          |    |                                                            |                     |                                                                                       |                    |
| 14                                                                                                 | 14 | «Ангел-хранитель» «Guardian Angel»                         | Кристиан И. Найби Ⅱ | Брюс Франклин Сингер                                                                  | 1 апреля 1994      |
| 15                                                                                                 | 15 | «Нирвана» «Nirvana»                                        | Кристиан И. Найби Ⅱ | Питер Данн                                                                            | 8 апреля 1994      |
| 16                                                                                                 | 16 | «Известный блюз» «Broadcast Blues»                         | Кристиан И. Найби Ⅱ | Джеймс Крамер                                                                         | 15 апреля 1994     |
| 17                                                                                                 | 17 | «Шейкер» «Shaker»                                          | Алан Майерсон       | Гэрри Конуэй                                                                          | 29 апреля 1994     |
| Гость: Аллан Миллер.                                                                               |    |                                                            |                     |                                                                                       |                    |
| 18                                                                                                 | 18 | «Чума» «The Plague»                                        | Питер Эллис         | Гэрри Конуэй                                                                          | 6 мая 1994         |
| Гости: Джули Соммарс и Дэвид Фромэн.                                                               |    |                                                            |                     |                                                                                       |                    |
| 19                                                                                                 | 19 | «Сестра Майкла хочет Вас» «Sister Michael Wants You»       | Лео Пенн            | Джойс Бурдитт                                                                         | 13 мая 1994        |
| Гость: Дельта Бёрк.                                                                                |    |                                                            |                     |                                                                                       |                    |

### Сезон 2 (1994—1995)
| № | #  | Название                                                       | Режиссёр            | Сценарист                 | Дата выхода в эфир |
| --- | -- | -------------------------------------------------------------- | ------------------- | ------------------------- | ------------------ |
| 20 | 1  | «Много счастливых возвращений» «Many Happy Returns»            | Лу Антонио          | Ли Голдберг Уильям Рабкин | 16 сентября 1994   |
| Гость: Холланд Тейлор. |    |                                                                |                     |                           |                    |
| 21 | 2  | «Весьма неизбежные похороны» «A Very Fatal Funeral»            | Алан Майерсон       | Гэрри Конуэй              | 23 сентября 1994   |
| Гость: Мишель Филлипс. |    |                                                                |                     |                           |                    |
| 22 | 3  | «Проблема с женщиной» «Woman Trouble»                          | Рой Кампанелла Ⅱ    | Джойс Бурдитт             | 30 сентября 1994   |
| Гость: Салли Келлерман. |    |                                                                |                     |                           |                    |
| 23 | 4  | «Занятое тело» «The Busy Body»                                 | Винсент МакЭвити    | Дэн Уилкокс               | 7 октября 1994     |
| 24 | 5  | «Четверо моих мужей» «My Four Husbands»                        | Кристиан И. Найби Ⅱ | Робин Бернхейм            | 14 октября 1994    |
| Гости: Морган Фэйрчайлд и Сэл Вискузо.                                                                                        |    |                                                                |                     |                           |                    |
| 25 | 6  | «Убийство во флаконе» «Murder Most Vial»                       | Ричард Комптон      | Ричард Коллинс            | 21 октября 1994    |
| Гости: Кен Керчевал, Кристин Белфорд и Джон Рубинштейн.                                                                       |    |                                                                |                     |                           |                    |
| 26 | 7  | «Можете звать меня Джонсоном» «You Can Call Me Johnson»        | Кристиан И. Найби Ⅱ | Джон Вирт                 | 28 октября 1994    |
| Гость: Эйб Вигода. |    |                                                                |                     |                           |                    |
| 27 | 8  | «Грузия в моём понимании» «Georgia on My Mind»                 | Питер Эллис         | Брэд Керн                 | 4 ноября 1994      |
| Гости: Дафна Эшбрук и Курт Фуллер.                                                                                            |    |                                                                |                     |                           |                    |
| 28 | 9  | «Тот, кто смеётся последним. Часть 1» «The Last Laugh: Part 1» | Кристиан И. Найби Ⅱ | Ли Голдберг Уильям Рабкин | 11 ноября 1994     |
| Гости: Кэри Ван Дайк, Пернелл Робертс и Дайан Кэннон.                                                                         |    |                                                                |                     |                           |                    |
| 29 | 10 | «Тот, кто смеётся последним. Часть 2» «The Last Laugh: Part 2» | Кристиан И. Найби Ⅱ | Ли Голдберг Уильям Рабкин | 18 ноября 1994     |
| Гости: Стивен Рут, Риф Хаттон и Дайан Кэннон.                                                                                 |    |                                                                |                     |                           |                    |
| 30 | 11 | «Смерть посредством уничтожения» «Death by Extermination»      | Кристофер Хиблер    | Дэн Уилкокс               | 2 декабря 1994     |
| Гости: Сьюзан Гибни, Кэри Лайзер и Бетти Уайт.                                                                                |    |                                                                |                     |                           |                    |
| 31 | 12 | «На восемь» «Standing Eight Count»                             | Кристофер Хиблер    | Трэвис Файн               | 9 декабря 1994     |
| Гость: Стэнли Камель. |    |                                                                |                     |                           |                    |
| 32 | 13 | «Блюз Белы Лугоши» «The Bela Lugosi Blues»                     | Ли Филипс           | Майкл Глисон              | 6 января 1995      |
| 33 | 14 | «Новые целители» «The New Healers»                             | Кристофер Хиблер    | Ли Голдберг Уильям Рабкин | 13 января 1995     |
| Гости: Иан Огилви, Дениз Кросби и Дидрих Бадер.                                                                               |    |                                                                |                     |                           |                    |
| 34 | 15 | «Зовите меня неоспоримым» «Call Me Incontestible»              | Майкл Шульц         | Дэн Уилкокс               | 20 января 1995     |
| 35 | 16 | «Ударная волна из прошлого» «A Blast from the Past»            | Бёрт Бринкерхофф    | Джойс Бурдитт             | 3 февраля 1995     |
| Убийца: |    |                                                                |                     |                           |                    |
| 36 | 17 | «Игра за владение» «Playing for Keeps»                         | Питер Эллис         | Гэрри Конуэй              | 10 февраля 1995    |
| 37 | 18 | «Море — не зло» «Sea No Evil»                                  | Кристиан И. Найби Ⅱ | Ли Голдберг Уильям Рабкин | 17 февраля 1995    |
| Гость: Холланд Тейлор. |    |                                                                |                     |                           |                    |
| 38 | 19 | «Как убить своего адвоката» «How to Murder Your Lawyer»        | Лео Пенн            | Майкл Глисон              | 24 февраля 1995    |
| Гости: Митчелл Уитфилд и Кеннет Марс.                                                                                         |    |                                                                |                     |                           |                    |
| 39 | 20 | «Голые детки» «Naked Babes»                                    | Кристиан И. Найби Ⅱ | Джойс Бурдитт             | 31 марта 1995      |
| Гость: Дуайт Шульц. |    |                                                                |                     |                           |                    |
| 40 | 21 | «Смерть средь бела дня» «Death in the Daytime»                 | Кристиан И. Найби Ⅱ | Майкл Глисон              | 28 апреля 1995     |
| Гости: Эрик Браден, Кристофф Сент-Джон, Лорэли Белл, Дуг Дэвидсон, Мелоди Томас Скотт, Джинн Купер, Дж. Эдди Пек и Хизер Том. |    |                                                                |                     |                           |                    |
| 41 | 22 | «Мой ребёнок не в этом мире» «My Baby Is Out of This World»    | Кристофер Хиблер    | Ричард Коллинс            | 5 мая 1995         |
| Гости: Джейсон Картер и Роберт Джоссет.                                                                                       |    |                                                                |                     |                           |                    |

### Сезон 3 (1995—1996)
| №                                                               | #  | Название                                                                                 | Режиссёр             | Сценарист                                                                           | Дата выхода в эфир |
| --------------------------------------------------------------- | -- | ---------------------------------------------------------------------------------------- | -------------------- | ----------------------------------------------------------------------------------- | ------------------ |
| 42                                                              | 1  | «Случайное убийство» «An Innocent Murder»                                                | Винсент МакЭвити     | Синтия Деминг Уильям Ройс                                                           | 8 декабря 1995     |
| 43                                                              | 2  | «Свидетель убийства» «Witness to Murder»                                                 | Пэрис Барклай        | Телеспектакль: Синтия Деминг и Уильям Ройс Рассказ: Мими Ротман Шапиро и Билл Уэллс | 15 декабря 1995    |
| 44                                                              | 3  | «Всеамериканское убийство» «All-American Murder»                                         | Кристиан И. Найби Ⅱ  | Том Чехак                                                                           | 22 декабря 1995    |
| Гости: Кёртис Армстронг и Лео Пенн.                             |    |                                                                                          |                      |                                                                                     |                    |
| 45                                                              | 4  | «Убийство в здании суда» «Murder in the Courthouse»                                      | Брюс Кесслер         | Роджер Ловенштейн                                                                   | 29 декабря 1995    |
| Гости: Дикси Картер, Джеймс Хонг и Брайан То́чи.                 |    |                                                                                          |                      |                                                                                     |                    |
| 46                                                              | 5  | «Убийство на пробежке. Часть 1» «Murder on the Run: Part 1»                              | Кристиан И. Найби Ⅱ  | Телеспектакль: Стив Хэттман Рассказ: Морис Харли и Стив Хэттман                     | 5 января 1996      |
| Гости: Джефф Эллин, Дион Андерсон, Ричард Фэнси и Дениз Кросби. |    |                                                                                          |                      |                                                                                     |                    |
| 47                                                              | 6  | «Убийство на пробежке. Часть 2» «Murder on the Run: Part 2»                              | Кристиан И. Найби Ⅱ  | Телеспектакль: Стив Хэттман Рассказ: Морис Харли и Стив Хэттман                     | 12 января 1996     |
| Гости: Дениз Кросби, Ричард Фэнси и Дион Андерсон.              |    |                                                                                          |                      |                                                                                     |                    |
| 48                                                              | 7  | «Любовь — это убийство» «Love Is Murder»                                                 | Том Чехак            | Нан Хаган                                                                           | 19 января 1996     |
| 49                                                              | 8  | «Ошибочный диагноз убийства» «Misdiagnosis Murder»                                       | Кристиан И. Найби Ⅱ  | Гэрри Конуэй                                                                        | 26 января 1996     |
| Гости: Ричард Романус.                                          |    |                                                                                          |                      |                                                                                     |                    |
| 50                                                              | 9  | «Воздействие на убийство» «The Pressure to Murder»                                       | Кристофер Хиблер     | Сибил Гарднер                                                                       | 9 февраля 1996     |
| 51                                                              | 10 | «Проживая на улицах, где может произойти убийство» «Living on the Streets Can Be Murder» | Кристофер Хиблер     | Кэри У. Хейс Чад Хейс                                                               | 16 февраля 1996    |
| 52                                                              | 11 | «Убийство, убийство» «Murder, Murder»                                                    | Питер Эллис          | Нэнси Бонд                                                                          | 23 февраля 1996    |
| Гости: Роберт Вон, Алан Фадж и Джек МакГи.                      |    |                                                                                          |                      |                                                                                     |                    |
| 53                                                              | 12 | «Убийство во тьме» «Murder in the Dark»                                                  | Бернард Л. Ковальски | Джойс Бурдитт                                                                       | 8 марта 1996       |
| Гость: Джон Плешетт.                                            |    |                                                                                          |                      |                                                                                     |                    |
| 54                                                              | 13 | «Тридцатипятимиллиметровое убийство» «35 Millimeter Murder»                              | Брюс Сет Грин        | Стив Хэттман                                                                        | 29 марта 1996      |
| Гость: Силк Козарт.                                             |    |                                                                                          |                      |                                                                                     |                    |
| 55                                                              | 14 | «Торговля убийством» «The Murder Trade»                                                  | Оз Скотт             | Джойс Бурдитт                                                                       | 5 апреля 1996      |
| Гости: Лейла Кензл и Терри О’Куинн.                             |    |                                                                                          |                      |                                                                                     |                    |
| 56                                                              | 15 | «Разум вне убийства» «Mind Over Murder»                                                  | Кристиан И. Найби Ⅱ  | Гэрри Конуэй                                                                        | 12 апреля 1996     |
| Гости: Джордж Хэмилтон и Трейси Нельсон.                        |    |                                                                                          |                      |                                                                                     |                    |
| 57                                                              | 16 | «Убийство по книге» «Murder by the Book»                                                 | Кристофер Хиблер     | Том Чехак Стив Хэттман                                                              | 19 апреля 1996     |
| Гости: Трой Эванс, Тони Пирс и Джери Райан.                     |    |                                                                                          |                      |                                                                                     |                    |
| 58                                                              | 17 | «ФУбийство» «FMurder»                                                                    | Кристиан И. Найби Ⅱ  | Телеспектакль: Гэрри Конуэй Рассказ: Гэрри Конуэй и Стив Хэттман                    | 26 апреля 1996     |
| Гость: Кен Холлидей.                                            |    |                                                                                          |                      |                                                                                     |                    |
| 59                                                              | 18 | «Убийство левой рукой» «Left-Handed Murder»                                              | Джонатан Фрейкс      | Марк Масуока                                                                        | 3 мая 1996         |
| Гость: Кристина Пиклз.                                          |    |                                                                                          |                      |                                                                                     |                    |

### Сезон 4 (1996—1997)
| № | #  | Название                                                         | Режиссёр            | Сценарист                                                                                     | Дата выхода в эфир |
| --- | -- | ---------------------------------------------------------------- | ------------------- | --------------------------------------------------------------------------------------------- | ------------------ |
| 60 | 1  | «Убийство дружественным огнём» «Murder by Friendly Fire»         | Кристиан И. Найби Ⅱ | Джиллиан Хорват                                                                               | 19 сентября 1996   |
| Гость: Джонатан Бэнкс. |    |                                                                  |                     |                                                                                               |                    |
| 61 | 2  | «Убийство может быть заразным» «Murder Can Be Contagious»        | Винсент МакЭвити    | Ли Голдберг Уильям Рабкин                                                                     | 26 сентября 1996   |
| 62 | 3  | «Убийство на тонком льду» «Murder on Thin Ice»                   | Кристофер Хиблер    | Робин Мадден                                                                                  | 3 октября 1996     |
| 63 | 4  | «Убийство с пометкой „X“. Часть 1» «X’ Marks the Murder: Part 1» | Кристиан И. Найби Ⅱ | Линдси Харрисон                                                                               | 10 октября 1996    |
| Гости: Курт Фуллер и Джон Шнайдер.                                                                                                   |    |                                                                  |                     |                                                                                               |                    |
| 64 | 5  | «Убийство с пометкой „X“. Часть 2» «X’ Marks the Murder: Part 2» | Кристиан И. Найби Ⅱ | Линдси Харрисон                                                                               | 10 октября 1996    |
| Гости: Курт Фуллер и Джон Шнайдер.                                                                                                   |    |                                                                  |                     |                                                                                               |                    |
| 65 | 6  | «Модельное убийство» «A Model Murder»                            | Винсент МакЭвити    | Сэм Иган                                                                                      | 17 октября 1996    |
| Гость: Джессика Коллинз. |    |                                                                  |                     |                                                                                               |                    |
| 66 | 7  | «Убийство может быть убийством» «Murder Can Be Murder»           | Кристиан И. Найби Ⅱ | Том Чехак                                                                                     | 24 октября 1996    |
| Гости: Алан Рейчинс, Джош Тэйлор и Стивен Ли.                                                                                        |    |                                                                  |                     |                                                                                               |                    |
| 67 | 8  | «Взрывное убийство» «An Explosive Murder»                        | Стив Майнер         | Дин Харгроув                                                                                  | 31 октября 1996    |
| 68 | 9  | «Убийство автобусом» «Murder by the Busload»                     | Кристиан И. Найби Ⅱ | Ли Голдберг Уильям Рабкин                                                                     | 7 ноября 1996      |
| Гость: Ричард Райль. |    |                                                                  |                     |                                                                                               |                    |
| 69 | 10 | «Кандидат на убийство» «A Candidate for Murder»                  | Кристофер Хиблер    | Стив Хэттман                                                                                  | 14 ноября 1996     |
| Гости: Майкл Коул и Джон Рубинштейн.                                                                                                 |    |                                                                  |                     |                                                                                               |                    |
| 70 | 11 | «Алфавиты убийства» «The ABCs of Murder»                         | Кристиан И. Найби Ⅱ | Стив Хэттман                                                                                  | 21 ноября 1996     |
| Гость: Пайпер Лори. |    |                                                                  |                     |                                                                                               |                    |
| 71 | 12 | «Убийство в семье» «Murder in the Family»                        | Винсент МакЭвити    | Линдси Харрисон                                                                               | 12 декабря 1996    |
| Гости: Стэйси Ван Дайк, Энн Локхарт и Джон Каподайс.                                                                                 |    |                                                                  |                     |                                                                                               |                    |
| 72 | 13 | «В защиту убийства» «In Defense of Murder»                       | Винсент МакЭвити    | Джойс Бурдитт Гэрри Конуэй                                                                    | 9 января 1997      |
| 73 | 14 | «История Убийства» «A History of Murder»                         | Кристиан И. Найби Ⅱ | Гэрри Конуэй                                                                                  | 16 января 1997     |
| Гости: Триша О’Нил, Николас Прайор и Дэвид Пюрдэм.                                                                                   |    |                                                                  |                     |                                                                                               |                    |
| 74 | 15 | «Двойное убийство. Часть 1» «Murder Two: Part 1»                 | Кристофер Хиблер    | Джеральд Санофф Джоэл Штайгер                                                                 | 30 января 1997     |
| Гость: Ли Чемберлин. |    |                                                                  |                     |                                                                                               |                    |
| 75 | 16 | «Двойное убийство. Часть 2» «Murder Two: Part 2»                 | Кристофер Хиблер    | Джеральд Санофф Джоэл Штайгер                                                                 | 6 февраля 1997     |
| Гость: Х. Ричард Грин. |    |                                                                  |                     |                                                                                               |                    |
| 76 | 17 | «Убийство вкрутую» «Hard-Boiled Murder»                          | Кристиан И. Найби Ⅱ | Ли Голдберг Уильям Рабкин                                                                     | 13 февраля 1997    |
| Гости: Ричард Гант, Джули Адамс, Пернелл Робертс и Беверли Гарленд.                                                                  |    |                                                                  |                     |                                                                                               |                    |
| 77 | 18 | «Убийство в стиле кантри» «Murder, Country Style»                | Кристофер Хиблер    | Телеспектакль: Гэрри Конуэй Рассказ: Ли Голдберг, Уильям Рабкин и Гэрри Конуэй                | 20 февраля 1997    |
| Гости: Динн Брэй, Барбара Мандрелл, Билли Рэй Сайрус, Терри Кларк, Линда Дэвис, Билли Дин, Джо Диффи, Эдди Рэббитт и Риба МакИнтайр. |    |                                                                  |                     |                                                                                               |                    |
| 78 | 19 | «Иллюзия убийства» «Delusions of Murder»                         | Кристофер Хиблер    | Майкл Берлин Эрик Эстрин                                                                      | 27 февраля 1997    |
| Гость: Дуайт Шульц. |    |                                                                  |                     |                                                                                               |                    |
| 79 | 20 | «Страсть к убийству» «A Passion for Murder»                      | Кристиан И. Найби Ⅱ | Ли Голдберг Уильям Рабкин                                                                     | 3 апреля 1997      |
| 80 | 21 | «Убийство кровных братьев» «Blood Brothers Murder»               | Кристиан И. Найби Ⅱ | Барри Ван Дайк Джеффри Глассер                                                                | 10 апреля 1997     |
| Гости: Кэри Ван Дайк и Шейн Ван Дайк.                                                                                                |    |                                                                  |                     |                                                                                               |                    |
| 81 | 22 | «Самоубийство врача» «Physician, Murder Thyself»                 | Кристиан И. Найби Ⅱ | Телеспектакль: Гэрри Конуэй Рассказ: Гэрри Конуэй, Ли Голдберг и Уильям Рабкин                | 24 апреля 1997     |
| Гости: Джек Клагмен. |    |                                                                  |                     |                                                                                               |                    |
| 82 | 23 | «Убийство в воздухе» «Murder in the Air»                         | Том Чехак           | Том Чехак                                                                                     | 24 апреля 1997     |
| 83 | 24 | «Убийство весёлой вдовы» «The Merry Widow Murder»                | Оз Скотт            | Джойс Бурдитт                                                                                 | 1 мая 1997         |
| Гость: Бринн Тайер. |    |                                                                  |                     |                                                                                               |                    |
| 84 | 25 | «Комедия — это убийство» «Comedy Is Murder»                      | Кристофер Хиблер    | Телеспектакль: Ли Голдберг и Уильям Рабкин Рассказ: Дик Ван Дайк, Ли Голдберг и Уильям Рабкин | 8 мая 1997         |
| Гости: Харви Корман, Тим Конуэй и Том Гэллоп.                                                                                        |    |                                                                  |                     |                                                                                               |                    |
| 85 | 26 | «Убийство Марка Слоана» «The Murder of Mark Sloan»               | Кристофер Хиблер    | Стив Хэттман                                                                                  | 8 мая 1997         |
| Гости: Кэрол Брюс и Мэри Кей Адамс.                                                                                                  |    |                                                                  |                     |                                                                                               |                    |

### Сезон 5 (1997—1998)
| № | #  | Название                                                                           | Режиссёр            | Сценарист                                                                      | Дата выхода в эфир |
| --- | -- | ---------------------------------------------------------------------------------- | ------------------- | ------------------------------------------------------------------------------ | ------------------ |
| 86 | 1  | «Убийственный блюз» «Murder Blues»                                                 | Кристиан И. Найби Ⅱ | Ли Голдберг Уильям Рабкин                                                      | 18 сентября 1997   |
| Гости: Джеймс Даррен, Кент МакКорд, Энджи Дикинсон и Мартин Милнер. |    |                                                                                    |                     |                                                                                |                    |
| 87 | 2  | «Открой и захлопни» «Open and Shut»                                                | Кристофер Хиблер    | Жаклин Блэйн                                                                   | 25 сентября 1997   |
| Гости: Кэрол Хьюстон, Джеймс Рид и Роберт Стэк. |    |                                                                                    |                     |                                                                                |                    |
| 88 | 3  | «Огонь Малибу» «Malibu Fire»                                                       | Кристиан И. Найби Ⅱ | Телеспектакль: Гэрри Конуэй и Вэйн Бервик Рассказ: Гэрри Конуэй                | 2 октября 1997     |
| Гости: Роберт Фуллер, Рэндольф Мэнтус, Брайан Патрик Кларк и Ричард Гросс.                                                                                              |    |                                                                                    |                     |                                                                                |                    |
| 89 | 4  | «Смертельные игры» «Deadly Games»                                                  | Кристофер Хиблер    | Джефф Питерс                                                                   | 9 октября 1997     |
| 90 | 5  | «Слэм-данк умер» «Slam-Dunk Dead»                                                  | Винсент МакЭвити    | Телеспектакль: Ларри Броуди, Ли Голдберг и Уильям Рабкин Рассказ: Ларри Броуди | 16 октября 1997    |
| Гости: Дэн Гилвезан, Марк Тэйлор, Лори Фетрик, Пух Ричардсон, Чарльз О’Бэннон, Малик Сили и Брент Бэрри.                                                                |    |                                                                                    |                     |                                                                                |                    |
| 91 | 6  | «Взгляды могут убивать» «Looks Can Kill»                                           | Кристофер Хиблер    | Крейг Тэппер                                                                   | 23 октября 1997    |
| 92 | 7  | «Неизбежные последствия. Часть 1» «Fatal Impact: Part 1»                           | Кристиан И. Найби Ⅱ | Дэвид Беннетт Каррен Дж. Ларри Кэрролл                                         | 30 октября 1997    |
| Гость: Стив Остин. |    |                                                                                    |                     |                                                                                |                    |
| 93 | 8  | «Неизбежные последствия. Часть 2» «Fatal Impact: Part 2»                           | Кристиан И. Найби Ⅱ | Жаклин Блэйн                                                                   | 30 октября 1997    |
| Гости: Стив Остин. |    |                                                                                    |                     |                                                                                |                    |
| 94 | 9  | «Должен убить телевидение» «Must Kill TV»                                          | Кристофер Хиблер    | Ли Голдберг Уильям Рабкин                                                      | 6 ноября 1997      |
| Гости: Джалил Уайт, Джон Энистон, Эрик Эстрада, Питер Грейвс, Джейн Сеймур, Фред Уиллард, Стивен Кеннел, Реджинальд Велджонсон, Дуг Е. Дуг, Том Гэллоп и Джойс Бразерс. |    |                                                                                    |                     |                                                                                |                    |
| 95 | 10 | «Отбрасывание» «Discards»                                                          | Кристиан И. Найби Ⅱ | Дж. Ларри Кэрролл Дэвид Беннетт Каррен                                         | 13 ноября 1997     |
| Гости: Роберт Калп, Барбара Бэйн, Роберт Вон, Фил Моррис и Патрик Макни.                                                                                                |    |                                                                                    |                     |                                                                                |                    |
| 96 | 11 | «Мим — это страшная вещь для расточительных» «A Mime Is a Terrible Thing to Waste» | Кристофер Хиблер    | Ли Голдберг Уильям Рабкин                                                      | 20 ноября 1997     |
| Гости: Ким Лэнкфорд и Кен Керчевал. |    |                                                                                    |                     |                                                                                |                    |
| 97 | 12 | «Нижний грязный мертвец» «Down and Dirty Dead»                                     | Рон Сэтлоф          | Барри Ван Дайк                                                                 | 11 декабря 1997    |
| Гости: Кэри Ван Дайк и Шейн Ван Дайк. |    |                                                                                    |                     |                                                                                |                    |
| 98 | 13 | «Возмездие. Часть 1» «Retribution: Part 1»                                         | Кристиан И. Найби Ⅱ | Ли Голдберг Уильям Рабкин                                                      | 8 января 1998      |
| Гости: Сьюзан Гибни, Деннис Липскомб, Джек Картер и Конни Бланкеншип.                                                                                                   |    |                                                                                    |                     |                                                                                |                    |
| 99 | 14 | «Возмездие. Часть 2» «Retribution: Part 2»                                         | Кристиан И. Найби Ⅱ | Ли Голдберг Уильям Рабкин                                                      | 15 января 1998     |
| Гости: Сьюзан Гибни, Деннис Липскомб, Джеймс Стивенс, Нил МакДонаф и Робб Скайлер.                                                                                      |    |                                                                                    |                     |                                                                                |                    |
| 100 | 15 | «Дрель для смерти» «Drill for Death»                                               | Рон Сэтлоф          | Робин Мадден                                                                   | 22 января 1998     |
| Гости: Салли Келлерман, Эллиотт Гулд, Лоретта Свит, Джейми Фарр, Уильям Кристофер и Кристофер Норрис.                                                                   |    |                                                                                    |                     |                                                                                |                    |
| 101 | 16 | «Дождь террора» «Rain of Terror»                                                   | Кристиан И. Найби Ⅱ | Крейг Тэппер                                                                   | 29 января 1998     |
| Гости: Джон О’Харли, Фина Ораче и Эдриенн Барбо. |    |                                                                                    |                     |                                                                                |                    |
| 102 | 17 | «Бэби-Бум» «Baby Boom»                                                             | Винсент МакЭвити    | Жаклин Блэйн                                                                   | 5 февраля 1998     |
| Гость: Сэм Макмюррей. |    |                                                                                    |                     |                                                                                |                    |
| 103 | 18 | «Заговорён до смерти» «Talked to Death»                                            | Кристиан И. Найби Ⅱ | Джойс Бурдитт                                                                  | 26 февраля 1998    |
| Гости: Филлис Диллер, Эрми Эрчерд, Мэри Фрэнн, Кэти Ли Гиффорд, Реджис Филбин, Иан Огилви, Грег Лорен и Тодд Сусман. Убийцы: Ларри Даггин, Том Грант и Люси Карузо.     |    |                                                                                    |                     |                                                                                |                    |
| 104 | 19 | «Культура убийства» «An Education in Murder»                                       | Фрэнк Тэкери        | Телеспектакль: Жаклин Блэйн Рассказ: Жаклин Блэйн, Д. О’Брайен и Пол Рендл     | 5 марта 1998       |
| 105 | 20 | «Убийство на финишной прямой» «Murder at the Finish Line»                          | Кристофер Хиблер    | Дж. Ларри Кэрролл Дэвид Беннетт Каррен                                         | 26 марта 1998      |
| Гость: Марина Сиртис. |    |                                                                                    |                     |                                                                                |                    |
| 106 | 21 | «Прежде всего — не навреди» «First Do No Harm»                                     | Винсент МакЭвити    | Эрнест Киной                                                                   | 16 апреля 1998     |
| Гости: Алан Оппенхаймер, Джейсон Шомбинг, Ричард Фэнси, Нил Диксон, Нэнси Янгблут и Дэйвения МакФадден.                                                                 |    |                                                                                    |                     |                                                                                |                    |
| 107 | 22 | «Обещание хранить» «Promises to Keep»                                              | Кристиан И. Найби Ⅱ | Дэвид Беннетт Каррен Дж. Ларри Кэрролл                                         | 23 апреля 1998     |
| Гости: Трой Эванс, Гэри Грэм и Кристофер Джон Филдс. |    |                                                                                    |                     |                                                                                |                    |
| 108 | 23 | «Битва едой» «Food Fight»                                                          | Рон Сэтлоф          | Жаклин Блэйн                                                                   | 30 апреля 1998     |
| Гости: Пэт Морита, Дэвид Лэндер, Лесли Истербрук, Конрад Дженис, Эрин Моран и Дон Мост.                                                                                 |    |                                                                                    |                     |                                                                                |                    |
| 109 | 24 | «Одержимость. Часть 1» «Obsession: Part 1»                                         | Кристиан И. Найби Ⅱ | Ли Голдберг Уильям Рабкин                                                      | 7 мая 1998         |
| Гости: Орсон Бин, Арье Гросс, Стефани Низник и Деннис Буцикарис. |    |                                                                                    |                     |                                                                                |                    |
| 110 | 25 | «Одержимость. Часть 2» «Obsession: Part 2»                                         | Кристиан И. Найби Ⅱ | Ли Голдберг Уильям Рабкин                                                      | 14 мая 1998        |
| Гости: Арье Гросс, Стефани Низник, Джаспер Армстронг Маршаллз и Деннис Буцикарис.                                                                                       |    |                                                                                    |                     |                                                                                |                    |

### Сезон 6 (1998—1999)
| № | #  | Название                                                                                    | Режиссёр            | Сценарист                                                            | Дата выхода в эфир |
| --- | -- | ------------------------------------------------------------------------------------------- | ------------------- | -------------------------------------------------------------------- | ------------------ |
| 111 | 1  | «Воскрешение. Часть 1» «Resurrection: Part 1»                                               | Кристиан И. Найби Ⅱ | Ли Голдберг Уильям Рабкин                                            | 24 сентября 1998   |
| Гости: Гарри Ленникс, Арье Гросс и Стефани Низник.                                                          |    |                                                                                             |                     |                                                                      |                    |
| 112 | 2  | «Воскрешение. Часть 2» «Resurrection: Part 2»                                               | Кристиан И. Найби Ⅱ | Ли Голдберг Уильям Рабкин                                            | 24 сентября 1998   |
| 113 | 3  | «Пока смерть не разлучит нас» «Till Death Do Us Part»                                       | Макс Тэш            | Теренс Уинтер                                                        | 1 октября 1998     |
| Гость: Патрик Даффи.                                                                                        |    |                                                                                             |                     |                                                                      |                    |
| 114 | 4  | «Неверный номер» «Wrong Number»                                                             | Кристиан И. Найби Ⅱ | Джеймс Л. Новак                                                      | 8 октября 1998     |
| 115 | 5  | «Кровь не утаишь» «Blood Will Out»                                                          | Кристофер Хиблер    | Робин Бернхейм                                                       | 15 октября 1998    |
| 116 | 6  | «Отторгнутый» «Alienated»                                                                   | Брюс Сет Грин       | Дж. Ларри Кэрролл Дэвид Беннетт Каррен                               | 29 октября 1998    |
| Гости: Уолтер Кёниг, Джордж Такеи, Уил Уитон и Меджел Баррет.                                               |    |                                                                                             |                     |                                                                      |                    |
| 117 | 7  | «Напишите, она убита» «Write, She Murdered»                                                 | Фрэнк Тэкери        | Жаклин Блэйн                                                         | 5 ноября 1998      |
| Гости: Шелли Лонг, Адам Уэст и Ричард Херд.                                                                 |    |                                                                                             |                     |                                                                      |                    |
| 118 | 8  | «Задний Виндоус ‘98» «Rear Windows ‘98»                                                     | Винсент МакЭвити    | Жаклин Блэйн                                                         | 12 ноября 1998     |
| 119 | 9  | «В крайнем случае» «The Last Resort»                                                        | Кристиан И. Найби Ⅱ | Пол Бишоп                                                            | 19 ноября 1998     |
| Гости: Сьюзан Гибни, Реджинальд Велджонсон, Джо Пенни и Вито Д’Амброзио.                                    |    |                                                                                             |                     |                                                                      |                    |
| 120 | 10 | «Четырёхкратное убийство» «Murder × 4»                                                      | Фрэнк Тэкери        | Дж. Ларри Кэрролл Дэвид Беннетт Каррен                               | 3 декабря 1998     |
| 121 | 11 | «Смерть в воде» «Dead in the Water»                                                         | Нима Барнетт        | Робин Бернхейм                                                       | 17 декабря 1998    |
| Гость: Монте Маркхэм.                                                                                       |    |                                                                                             |                     |                                                                      |                    |
| 122 | 12 | «В ловушке в раю» «Trapped in Paradise»                                                     | Брюс Сет Грин       | Эрни Уолленгрен                                                      | 7 января 1999      |
| 123 | 13 | «Голос вестей» «Voices Carry»                                                               | Кристофер Хиблер    | Ли Голдберг Уильям Рабкин                                            | 21 января 1999     |
| Гость: Джек Клагмен.                                                                                        |    |                                                                                             |                     |                                                                      |                    |
| 124 | 14 | «Убийство, мой набор» «Murder, My Suite»                                                    | Джим Джонстон       | Телеспектакль: Е. Ф. Уолленгрен Рассказ: Ли Голдберг и Уильям Рабкин | 28 января 1999     |
| 125 | 15 | «Убийство за час» «Murder on the Hour»                                                      | Кристофер Хиблер    | Дж. Ларри Кэрролл Дэвид Беннетт Каррен                               | 4 февраля 1999     |
| 126 | 16 | «Спаси меня» «Rescue Me»                                                                    | Уильям Рабкин       | Жаклин Блэйн                                                         | 11 февраля 1999    |
| 127 | 17 | «Внизу, среди мертвецов» «Down Among the Dead Men»                                          | Барри Стайнберг     | Пол Бишоп                                                            | 18 февраля 1999    |
| Гости: Сьзан Гибни и Трэвис Тритт.                                                                          |    |                                                                                             |                     |                                                                      |                    |
| 128 | 18 | «Никогда не говори слова „смерть“» «Never Say Die»                                          | Фрэнк Тэкери        | Барри Ван Дайк                                                       | 25 февраля 1999    |
| Гости: Кэри Ван Дайк, Шейн Ван Дайк, Уэс Ван Дайк и Тэрин Ван Дайк.                                         |    |                                                                                             |                     |                                                                      |                    |
| 129 | 19 | «Мусорное телевидение. Часть 1» «Trash TV: Part 1»                                          | Рон Сэтлоф          | Ли Голдберг                                                          | 29 апреля 1999     |
| Гости: Стивен Кеннел, Дэн Гилвезан, Дэнни Бонадучи, Рэндольф Мэнтут, Иан Огилви, Роберт Ито и Билли Уорлок. |    |                                                                                             |                     |                                                                      |                    |
| 130 | 20 | «Мусорное телевидение. Часть 2» «Trash TV: Part 2»                                          | Рон Сэтлоф          | Дэвид Беннетт Каррен Дж. Ларри Кэрролл                               | 29 апреля 1999     |
| Гости: Стивен Кеннел, Дэн Гилвезан, Дэнни Бонадучи, Рэндольф Мэнтут, Иан Огилви, Роберт Ито и Билли Уорлок. |    |                                                                                             |                     |                                                                      |                    |
| 131 | 21 | «Кровные узы» «Blood Ties»                                                                  | Брюс Сет Грин       | Ли Голдберг Уильям Рабкин                                            | 6 мая 1999         |
| 132 | 22 | «Сегодня последний день отдыха в моей жизни» «Today Is the Last Day of the Rest of My Life» | Рон Сэтлоф          | Эрнест Киной                                                         | 13 мая 1999        |
| Гость: Артур Розенберг.                                                                                     |    |                                                                                             |                     |                                                                      |                    |

### Сезон 7 (1999—2000)
| № | #  | Название                                                                       | Режиссёр            | Сценарист                                                                   | Дата выхода в эфир |
| --- | -- | ------------------------------------------------------------------------------ | ------------------- | --------------------------------------------------------------------------- | ------------------ |
| 133 | 1  | «Чествование» «The Roast»                                                      | Кристофер Хиблер    | Марк Соломон                                                                | 23 сентября 1999   |
| Гости: Стив Аллен, Рут Бацци, Тим Конуэй, Норм Кросби, Джулия Даффи, Дэвид Лежер, Дик Мартин, Джейн Медоуз, Том Постон, Киви Роджерс, Тед Денсон, Крис Толлман, Кэролайн Уильямс, Джефф Кэмпбелл, Дэвид Шофнер и Говард Стивенс.         |    |                                                                                |                     |                                                                             |                    |
| 134 | 2  | «Убийство во сне» «Sleeping Murder»                                            | Рон Сэтлоф          | Крис Эбботт                                                                 | 30 сентября 1999   |
| Гости: Джерри Ван Дайк, Джереми Гаррет, Кристофер Гроув, Даниэль Хаген, Джон Дж. Далесандро, Виктория Фонг, Шерил Френсис Харрингтон, Кевин Макнелли, Роб Лео Рей и Марк Дэниэл Кейд.                                                    |    |                                                                                |                     |                                                                             |                    |
| 135 | 3  | «Возвращение Барби» «Bringing Up Barbie»                                       | Рон Сэтлоф          | Стив Браун                                                                  | 7 октября 1999     |
| Гости: Морган Наглер, Дон Р. МакМанус, Джеймс Суториус, Роберт Бэйли младший, Роберт Дорфман, Джесси Д. Гэйнс, Питер Хендриксон, Том Кайше, Грейнджер Грин и Эрнесто Майерес.                                                            |    |                                                                                |                     |                                                                             |                    |
| 136 | 4  | «Убийство на экзаменах» «Murder at Midterm»                                    | Кристофер Хиблер    | Мелоди Фокс Марк Кашман                                                     | 14 октября 1999    |
| Гости: Джонатан Скарф, Рене Хамфри, Марк Дэниэл Кейд, Майкл Колдуэлл, Чарльз Доэрти, Николь Форестер, Дона Харди, Рэндалл Славин, Джонатан Эвилдсен, Карлос Альберто Феликс и Джим Лау.                                                  |    |                                                                                |                     |                                                                             |                    |
| 137 | 5  | «Пламя» «The Flame»                                                            | Кристиан И. Найби Ⅱ | Джоэл Штайгер                                                               | 21 октября 1999    |
| Гости: Джоанна Кэссиди, Мишель Филлипс, Рэй Уайз, Ребекка Стааб, Джон Кэподайз, Израэль Джорб и Брент Кист. |    |                                                                                |                     |                                                                             |                    |
| 138 | 6  | «Убийца внутри» «The Killer Within»                                            | Фрэнк Тэкери        | Терри Кёртис Фокс                                                           | 28 октября 1999    |
| Гости: Лиза Шеридан, Лорен Даль, Стар Джаспер, Брюс А. Янг, Гершель Блифелд, Джеральд Эмерик, Сьюзан Фукуда, Лиза Лонг и Марк Валера. |    |                                                                                |                     |                                                                             |                    |
| 139 | 7  | «Гэнгланд. Часть 1» «Gangland: Part 1»                                         | Виктор Лобл         | Терри Кёртис Фокс                                                           | 9 ноября 1999      |
| Гости: Сьюзан Гибни, Дэвид Марчиано, Мишель Стэффорд, Ричард Коди, Джордж Хартман, Кэтлин Ллойд, Кевин Макнелли, Аарон Микс, Уильям Ньюман и Патрисия Плэйс.                                                                             |    |                                                                                |                     |                                                                             |                    |
| 140 | 8  | «Гэнгланд. Часть 2» «Gangland: Part 2»                                         | Виктор Лобл         | Терри Кёртис Фокс                                                           | 9 ноября 1999      |
| Гости: Сьюзан Гибни, Дэвид Марчиано, Мишель Стэффорд, Роберт Бэйли младший, Расти Бёрнс, Джордж Хартман, Джон Джонстон, Кэтлин Ллойд, Аарон Микс, Патрисия Плэйс и Даниэль Закапа.                                                       |    |                                                                                |                     |                                                                             |                    |
| 141 | 9  | «Рот, который ревел» «The Mouth That Roared»                                   | Терренс О’Хара      | Кэтрин Мишон                                                                | 11 ноября 1999     |
| Гости: Кристин Туччи, Марк Адэйр-Риос, Элисон Крофт, Кэтлин Нун, Катерин Пэолон, Стефани Миллер, Пэтинс Кливленд и Мишель Марш. |    |                                                                                |                     |                                                                             |                    |
| 142 | 10 | «Семь смертных грехов» «The Seven Deadly Sins»                                 | Кристофер Хиблер    | Крис Эбботт Стив Браун                                                      | 18 ноября 1999     |
| Гости: Стефани Цимбалист, Филипп Казнофф, Пол Глисон, Ребекка Чемберс, Гарри Беннетт, Сью Кейси, Джим Янсен, Рон Ли, Джон К. Маскофф, Гай Сайнер, Пол Элдер, Марк Галассо, Ганс Хоус и Джо Вассалло.                                     |    |                                                                                |                     |                                                                             |                    |
| 143 | 11 | «Санта Клод» «Santa Claude»                                                    | Нэнси Мэлоун        | Бёрт Прелютски Стив Браун                                                   | 16 декабря 1999    |
| Гости: Леон Рассом, Джойс Брадерс, Скарлетт Померс, Майкл Райан Уэй, Энтони Гордон, Гэри Брассел, Марти Фортни, Эвелин Йоколано и Джофф Кох.                                                                                             |    |                                                                                |                     |                                                                             |                    |
| 144 | 12 | «Человек за бортом» «Man Overboard»                                            | Фрэнк Тэкери        | Майкл Лайонс                                                                | 6 января 2000      |
| Гости: Бринн Тайер, Джеймс Ланкастер, Эллисон Маки, Джон Беннетт Перри, Ник Тейт, Миа Уэсли, Томас Кроуфорд, Дина Дилл Смит, Эрик Скотт Гулд, Линн Марта, Крис МакДермотт, Кевин МакНелли, Гарри Вайс и Грег Зеркл.                      |    |                                                                                |                     |                                                                             |                    |
| 145 | 13 | «Пограничный папа» «Frontier Dad»                                              | Фрэнк Тэкери        | Телеспектакль: Бэрри Ван Дайк Рассказ: Пол Винсент Писерни и Бэрри Ван Дайк | 13 января 2000     |
| Гости: Кэри Ван Дайк, Уэс Ван Дайк, Тэрин Ван Дайк, Роберт Бэйли младший, Роберт Фуллер, Энн Локхарт, Джефф МакКей, Сэл Вискузо, Дин Алло, Пол Писерни, Линн МакЛин, Аарон Микс, Дэвид Уэллс и Монти Симонс.                             |    |                                                                                |                     |                                                                             |                    |
| 146 | 14 | «Слишком много поваров» «Too Many Cooks»                                       | Кристофер Хиблер    | Джойс Бурдитт                                                               | 20 января 2000     |
| Гости: Гарриет Сэнсом Гаррис, Алистер Данкан, Миген Фэй, Кен Керчевал, Деби А. Монахан, Джулиан Стоун, Дрю Эберсоул, Д’вэйн Гарднер и Кори Пэррэвэно.                                                                                    |    |                                                                                |                     |                                                                             |                    |
| 147 | 15 | «Женщины Джейка» «Jake’s Women»                                                | Виктор Лобл         | Марк Соломон                                                                | 3 февраля 2000     |
| Гости: Молли Чик, Мишель Клуни, ДеЛэйн Мэтьюз, Кристин Роуз, Джон Шак, Дж. К. Вендель, Моник Эдвардс, Мэтт Готлиб и Энтони Ньюфилд. |    |                                                                                |                     |                                                                             |                    |
| 148 | 16 | «Убийство на расстоянии» «Murder by Remote»                                    | Кристофер Хиблер    | Терри Кёртис Фокс                                                           | 10 февраля 2000    |
| Гости: Джонатан Бэнкс, Кармин Марчело, Дэн Лория, Бетани Басслер, Кевин МакНелли, Ричард Пен и Рошелль Суонсон. |    |                                                                                |                     |                                                                             |                    |
| 149 | 17 | «Любимица учителя» «Teacher’s Pet»                                             | Винсент МакЭвити    | Джоэль Стайгер                                                              | 17 февраля 2000    |
| Гости: Бриджид Брэнно, Робин Томас, Грэнвилль Ван Дюсен, Марк Браун, Шон Г. Гриффин, Энтони С. Джонсон, Брент Кист, Кевин Сайзмор и Ларри Салливан младший.                                                                              |    |                                                                                |                     |                                                                             |                    |
| 150 | 18 | «Самый неудачливый холостяк в Лос-Анджелесе» «The Unluckiest Bachelor in L.A.» | Берни Ковальски     | Кэтрин Мишон                                                                | 24 февраля 2000    |
| Гости: Ким Грейст, Челлен Гейтс, Джули Браун, Джим Ортлиб, У. Морган Шеппард, Ной Блейк, Джефф Боланд, Дэннис Бауэн, Стив Хеллер, Тим Герцог, Барбара Мэллори, Ленн МакКрейли, Линда Майклс, Кевин МакНелли, Адам Вернье и Терри Ардэнг. |    |                                                                                |                     |                                                                             |                    |
| 151 | 19 | «Дом престарелых» «A Resting Place»                                            | Фархад Манн         | Телеспектакль: Бёрт Прелютски Рассказ: Чарли Шлаттер и Крейг Томасхофф      | 6 апреля 2000      |
| Гости: Шарлотта Рэй, Джеймс Грин, Ричард Кокс, Мэри Доннели Хэскелл, Джули Лоурен, Ли Уивер, Томас Банковски, Питер Деннис, Дэниэл Ферн, Бобби Харвелл, Линда Портер и Пол Винсент Писерни.                                              |    |                                                                                |                     |                                                                             |                    |
| 152 | 20 | «Убийство в ресторане „Барбекю у Боба“» «Murder at BBQ Bob’s»                  | Виктор Лобл         | Пол Бишоп                                                                   | 20 апреля 2000     |
| Гости: Томас Дауни, Женя Лано, Марк Вэлли, Дж. Кеннет Кэмпбелл, Анди Кэрник и Кимбер Сиссонс. |    |                                                                                |                     |                                                                             |                    |
| 153 | 21 | «Убить двух птиц одним Слоуном» «Two Birds With One Sloan»                     | Нэнси Мэлоун        | Терри Кёртис Фокс                                                           | 27 апреля 2000     |
| Гости: Эллис Бисли, Дженнифер Бини Тейлор, Джон Гриффин, Кен Лернер, Маргарет Э. Уэлш, Марк Беннингтон, Роксана Бруссо, Ника Фрост, Адам Инглсон, Брайан Морри и Джеффри Вайсман.                                                        |    |                                                                                |                     |                                                                             |                    |
| 154 | 22 | «Лебединая песня» «Swan Song»                                                  | Виктор Лобл         | Джоэль Стайгер                                                              | 4 мая 2000         |
| Гости: Хелен Редди, Дэвид Боуи, Дэвид Граф, Мелисса Гринспен, Джина Хехт, Джефф Бэйли, Лоуренс ЛеДжон и Тони Пеннелло. |    |                                                                                |                     |                                                                             |                    |
| 155 | 23 | «Из прошлого» (1) «Out of the Past»                                            | Виктор Лобл         | Стив Браун                                                                  | 11 мая 2000        |
| Гости: Джон Шнайдер, Сэм Андерсон, Присцилла Гарита, Ари Мейерс, Джон Тадеус, Дэймон Джонс, Энтони Майкл Джонс, Майк Юстус, Томас Ламберг младший, Кевин МакНелли, Майкл Пападжон и Эшлинн Роуз.                                         |    |                                                                                |                     |                                                                             |                    |
| 156 | 24 | «Разозлиться, свести счеты» (2) «Getting Mad, Getting Even»                    | Дональд Л. Голд     | Бёрт Прелютски                                                              | 11 мая 2000        |
| Гости: Джон Шнайдер, Сэм Андерсон, Джон Биллингсли, Скотт Остин, Грегори Балабан, Ким Дельгадо, Синтия Феррер, Брент Кист, Брайан Мэнли, Гарри С. Мёрфи, Нэнси Х. Ньюман, Мелани Ромен, Линда Робертсон и Пол Смит.                      |    |                                                                                |                     |                                                                             |                    |

### Сезон 8 (2000—2001)
| № | #  | Название                                                         | Режиссёр            | Сценарист                     | Дата выхода в эфир |
| --- | -- | ---------------------------------------------------------------- | ------------------- | ----------------------------- | ------------------ |
| 157 | 1  | «Смерть по проекту» «Death By Design»                            | Кристофер Хиблер    | Марк Иган                     | 12 октября 2000    |
| Гости: Андреа Рот, Дуглас Шиэн, Брукс Элми, Кей Кэллан, Хэмилтон фон Уоттс, Джанет Арнетт, Дарлин Кеган, Джон Дюрлер, Кристофер Фолк, Адам Гордон, Джерри Ректор |    |                                                                  |                     |                               |                    |
| 158 | 2  | «Блеф слепца» «Blind Man’s Bluff»                                | Фрэнк Тэкери        | Джоэль Стайгер                | 19 октября 2000    |
| 159 | 3  | «Ловкость рук» «Sleight-of-Hand»                                 | Нэнси Мэлоун        | Марк Соломон                  | 26 октября 2000    |
| 160 | 4  | «По причине невменяемости» «By Reason of Insanity»               | Сэнди Смолен        | Терри Кёртис Фокс             | 2 ноября 2000      |
| 161 | 5  | «Пациент-детектив» «The Patient Detective»                       | Виктор Лобл         | Стефен А. Миллер              | 9 ноября 2000      |
| 162 | 6  | «Колыбель будет качаться» «The Cradle Will Rock»                 | Виктор Лобл         | Джоэль Стайгер                | 16 ноября 2000     |
| 163 | 7  | «Горячий дом» «Hot House»                                        | Виктор Лобл         | Терри Кёртис Фокс             | 30 ноября 2000     |
| 164 | 8  | «Все одеты и некуда умирать» «All Dressed Up and Nowhere to Die» | Берни Ковальски     | Терри Кёртис Фокс             | 7 декабря 2000     |
| 165 | 9  | «Исповедь» «Confession»                                          | Дональд Л. Голд     | Крис Эбботт Стив Браун        | 4 января 2001      |
| 166 | 10 | «Играющий в Бога» «Playing God»                                  | Кристиан И. Найби Ⅱ | Бёрт Прелютски                | 11 января 2001     |
| 167 | 11 | «Мешьше нуля» «Less Than Zero»                                   | Кристиан И. Найби Ⅱ | Кэтрин Мишон                  | 18 января 2001     |
| 168 | 12 | «Грехи отца: часть 1» «Sins of the Father: Part 1»               | Виктор Лобл         | Джоэль Стайгер                | 2 февраля 2001     |
| 169 | 13 | «Грехи отца: часть 2» «Sins of the Father: Part 2»               | Виктор Лобл         | Джоэль Стайгер                | 9 февраля 2001     |
| 170 | 14 | «Вы заложили вашу душу» «You Bet Your Life»                      | Нэнси Мэлоун        | Бёрт Прелютски                | 16 февраля 2001    |
| 171 | 15 | «Отцы бакалавр» «Bachelor Fathers»                               | Джеймс Населла      | Стив Браун                    | 23 февраля 2001    |
| 172 | 16 | «Находясь в здравом уме» «Being of Sound Mind»                   | Кристофер Хиблер    | Бёрт Прелютски                | 2 марта 2001       |
| 173 | 17 | «Танец опасности» «Dance of Danger»                              | Кристиан И. Найби Ⅱ | Барри Ван Дайк Джефри Глассер | 30 марта 2001      |
| 174 | 18 | «Красные туфли» «The Red Shoes»                                  | Фрэнк Тэкери        | Виктория Роуэлл Фред Фонтана  | 20 апреля 2001     |
| 175 | 19 | «Ни одного хорошего дела» «No Good Deed»                         | Сэнди Смолен        | Терри Кёртис Фокс             | 27 апреля 2001     |
| 176 | 20 | «Дежавю» «Déja vous»                                             | Кристиан И. Найби Ⅱ | Терри Кёртис Фокс             | 4 мая 2001         |
| 177 | 21 | «На пляже» «On the Beach»                                        | Дональд Л. Голд     | Бёрт Прелютски                | 4 мая 2001         |
| 178 | 22 | «Проект медсестры Блэр» «The Blair Nurse Project»                | Барри Ван Дайк      | Кэри Ван Дайк Барри Ван Дайк  | 11 мая 2001        |

### Телефильмы (2002)
| №   | # | Название                                   | Режиссёр            | Сценарист                                                          | Дата выхода в эфир |
| --- | - | ------------------------------------------ | ------------------- | ------------------------------------------------------------------ | ------------------ |
| 179 | 1 | «Безжалостный город» «A Town Without Pity» | Кристофер Хиблер    | Джоэль Стайгер                                                     | 6 февраля 2002     |
| 180 | 2 | «Без предупреждения» «Without Warning»     | Кристиан И. Найби Ⅱ | Телеспектакль: Бёрт Прелютски Рассказ: Бёрт Прелютски и Стив Браун | 26 апреля 2002     |